# Акватория
Акватория (на латински: aqua – вода, territorium – територия) е участък от водната повърхност в установени граници на част от море или пристанище. В състава на акваторията на пристанището влиза водния подход към него наречен рейд и вътрешната водната част наречена пристанищен залив (на руски: гавань; на английски: harbor) (в българския език няма конкретна дума за този термин). Във вътрешния пристанищен залив са разположени пристанищните съоръжения, където става товаренето и разтоварването на морските съдове. В други случаи пристанищната акватория включва специални водни басейни за прехвърляне на товари от морски съдове на речни и обратно, а също и стоянка за военни кораби.
1. ↑  ((ru)) «Большая Советская Энциклопедия» – Акватория, т. 1, стр. 330